# La Alfera

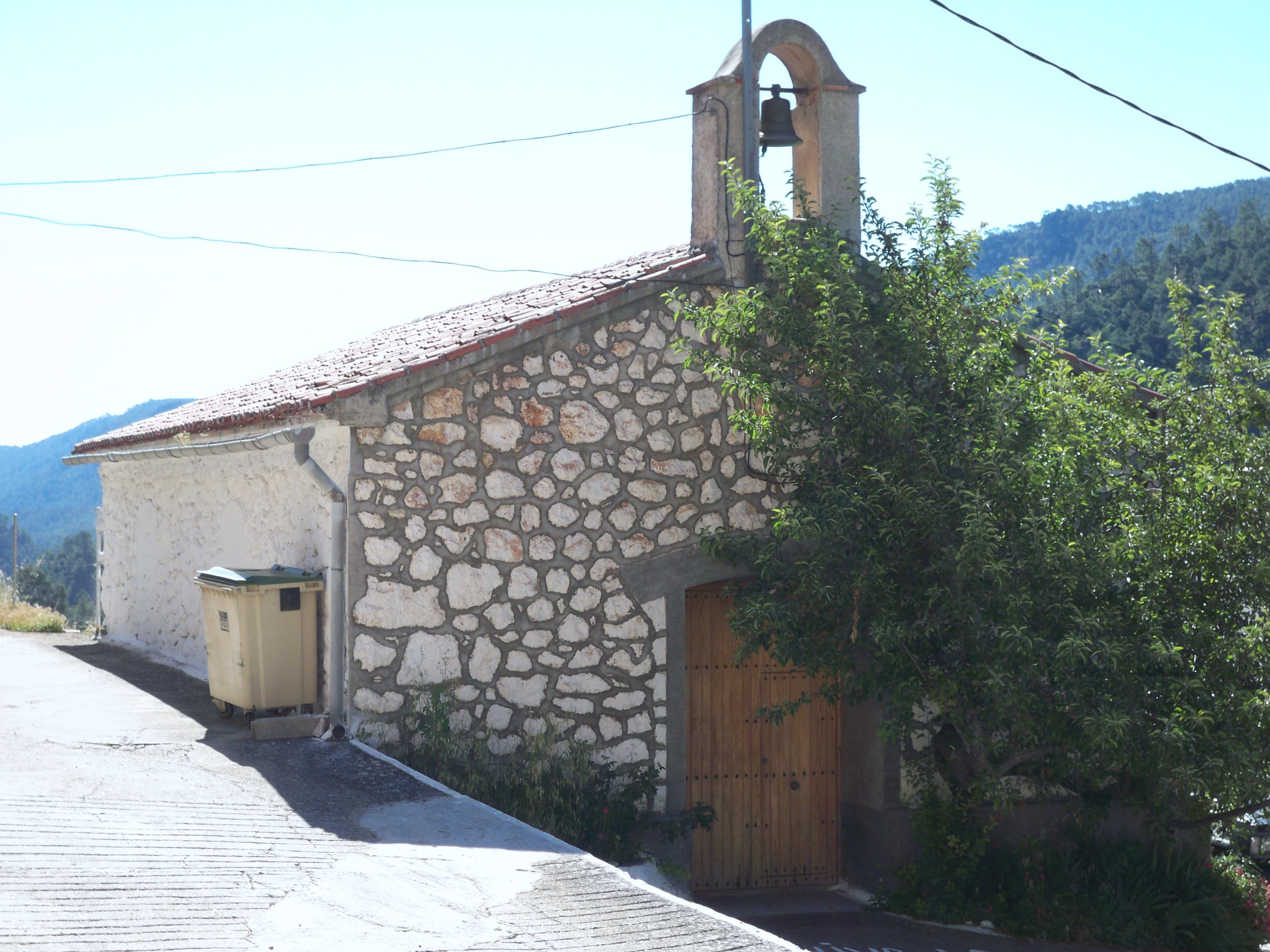
Iglesia de la Virgen de Fátima de La Alfera

La Alfera es una localidad del municipio de Molinicos (Albacete), dentro de la comarca de la Sierra del Segura, y de la comunidad autónoma de Castilla-La Mancha. Se sitúa en el corazón del término municipal, con una altura aproximada de 780 metros sobre el nivel del mar, y en las inmediaciones del parque natural de los Calares del Río Mundo y de la Sima, y dentro de la zona de especial protección de las aves (ZEPA) que la Junta de Comunidades de Castilla-La Mancha ha creado en esta zona del sur de la provincia de Albacete. Además, dista 11,5 kilómetros del núcleo principal del municipio a través de la carretera provincial AB-31 ( CM-412  – Vegallera). 
.

## Situación geográfica
La localidad, típica de la rivera del río Mundo, está asentada sobre la loma de una ladera muy pronunciada, de orientación sur, lo cual repercute en su distribución urbana, con marcados trazados en sus calles, irregulares, estrechas y sinuosas, y en ocasiones con escaleras, en donde la plaza principal se sitúa en las inmediaciones de la iglesia.
Además, el casco urbano se encuentra delimitado por dos carreteras que le sirven de acceso, una al norte, que conduce a Vegallera, y otra al sur que lo comunica con Las Ánimas y Cañada del Provencio. Desde la población se divisa la vecina localidad de Las Ánimas, también dentro del municipio, y de similares características, junto con todo el valle verde que las rodea y que es regado por el río Mundo, un valle en donde se respira la sencillez de la vida rural de la sierra.
Su economía se basa prácticamente como en todas las localidades de su contorno en una agricultura de montaña. Cuenta con un Centro social que además se emplea como consultorio médico.
La Alfera celebraba sus fiestas patronales en honor a la Virgen de Fátima en los primeros días de mayo,pero actualmente se celebran a mediados de agosto debido a que les es posible venir a mucha más gente, siendo las fiestas celebradas para todo el término, allí se citan todos los habitantes de los alrededores para participar en la Misa, la procesión, la puja de rollos y el baile popular, sin olvidar los cohetes y salvas a la Virgen de Fátima.

## Toponimia
La Alfera toma su nombre del árabe al-ḥāra  que significa “la barriada, el poblado”. Esta derivación requiere la transformación de la antigua h aspirada en f, evolución que no fue habitual en los topónimos de origen árabe de la zona castellana. Sin embargo, existen diversos testimonios de una antigua confusión entre f y h en la provincia de Albacete, por ello es posible que tenga su origen en un antiguo asentamiento musulmán.

## Naturaleza
El río Mundo pasa por las cercanías de la localidad procedente de Mesones, también en el municipio de Molinicos. A lo largo de este recorrido, el río cambia de dirección suroeste-noroteste, y recoge las aguas de varios manantiales de la Sierra del Cujón y de los Picos del Oso, además de arroyos como el Arroyo del Quejigal que nace en la Sierra del Agua. Desde La Alfera a Los Alejos, el río toma de nuevo dirección oeste-este y únicamente recibe el agua de algunas fuentes de los acuíferos jurásicos de ambas vertientes. En las inmediaciones del río han aparecido ejemplares de Hydraena Kugelann, y de Ochthebius Leach, especies de coleópteros. No obstante, también han aparecido muestras de Heterópteros acuáticos como la Sigara scripta, la Sigara stagnalis, el Aphelocheirus aestivalis, el Hebrus pusillus, el Gerris najas o la Nepa cinerea.
Otro grupo de insectos que se localizan en las inmediaciones de La Alfera son los efemerópteros, entre ellos, ejemplares de Potamanthus luteus, de Torleya major, de Caenis luctuosa y de Caenis rivulorum.
Además, también se han hallado varias especies de algas, como la Audouinella pygmaea

## Historia
La Alfera debió de ser, ya en época musulmana un enclave poblacional a merced de los territorios circundantes. Es en esta época en donde probablemente adquiera su actual nombre.
La localidad se incorpora al municipio de Molinicos el 23 de octubre de 1860, aunque ya en 1.854 se agregó, junto con las aldeas de El Puerto, Peñarrubia, y Casas de Las Ánimas, que tenían asistencia facultativa en Elche de la Sierra, Yeste y Ayna, al partido médico de Molinicos, puesto que se encuentran más próximas a este municipio que a los que reciben asistencia facultativa en esta época.
La Alfera aparecía en varios proyectos de ferrocarriles en la segunda mitad del siglo XIX, aunque no llegaron a fraguarse, y solo se quedaron en proyectos. En 1.929 se levantó en La Alfera una escuela mixta en virtud de una propuesta de la Junta de Enseñanza, y posteriormente en 1.931 se ordenó la creación de un puente que comunicase esta población con la vecina Cañada del Provencio.

## Fiestas y Tradiciones
El 13 de mayo se celebraba la festividad de la Virgen de Fátima, aunque debido a la despoblación hace unos años se celebra el fin de semana del 15 de agosto.

## Dichos de la localidad[10]
- “En La Alfera nació el hambre, en Mesones descansó, y en la Casa de la Noguera hay que ver lo que pasó”.

- “De La Alfera salió el hambre, y en Mesones descansó, y en Las Fábricas de Riópar lo repartieron pa' tos”.

- “Las muchachas de La Alfera tienen la panza pelá, de subirse a las higueras a comer brevas helás”.

- “A la entrada de La Alfera lo primero que se ve, son las ventanas abiertas y las camas sin hacer”.

## Galería de imágenes

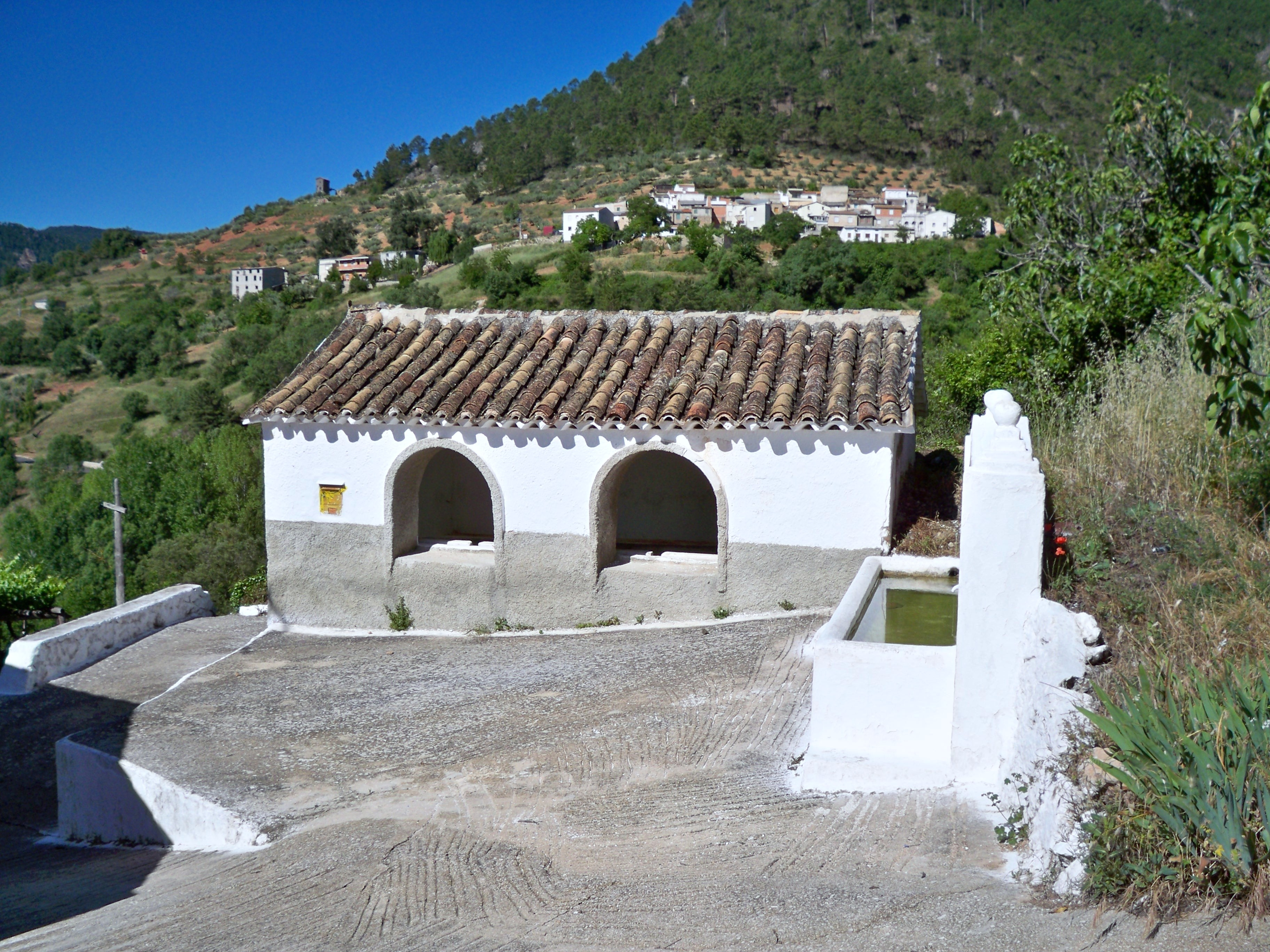
Conjunto de lavadero y fuente
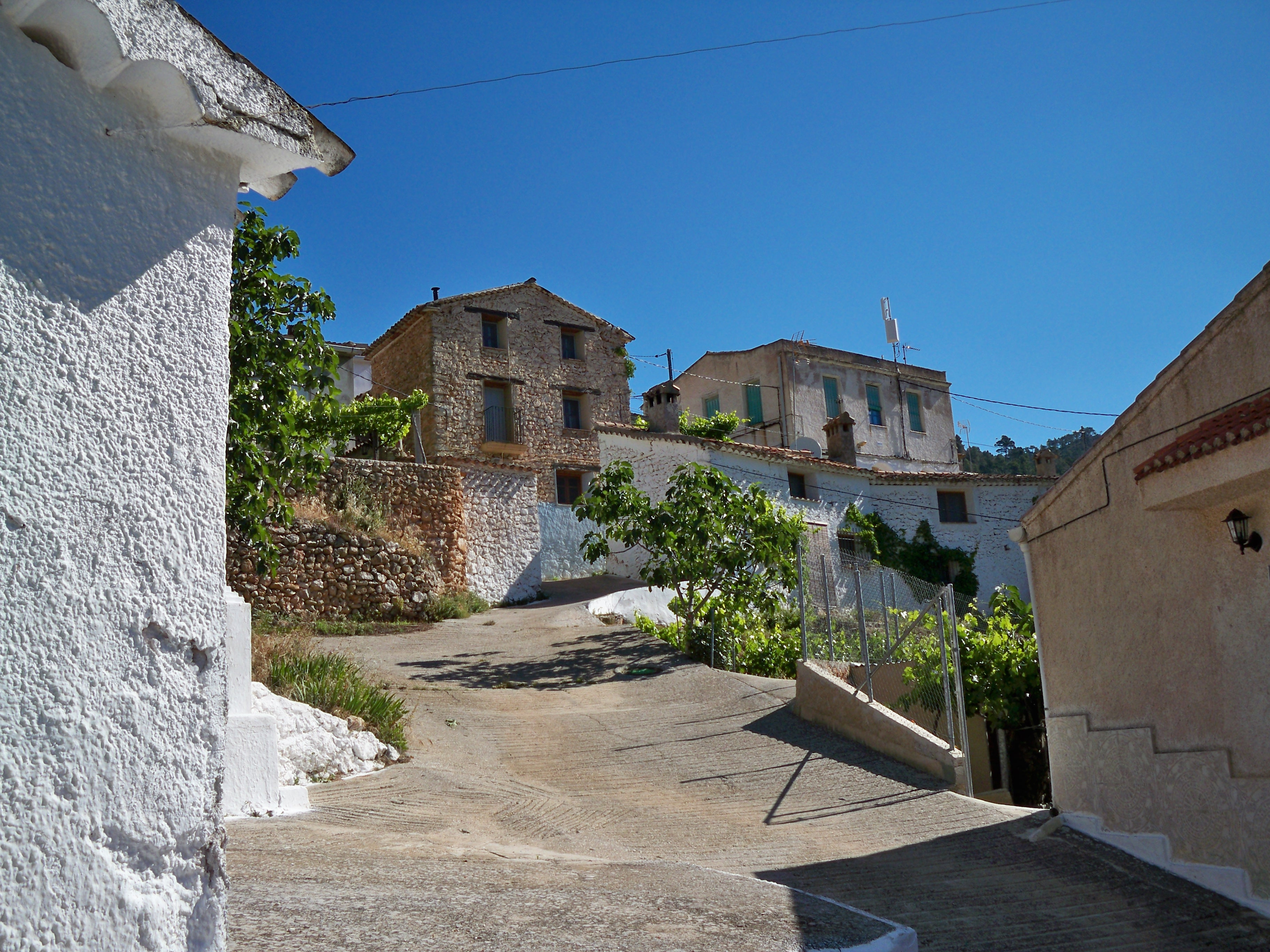
Calle típica de la localidad
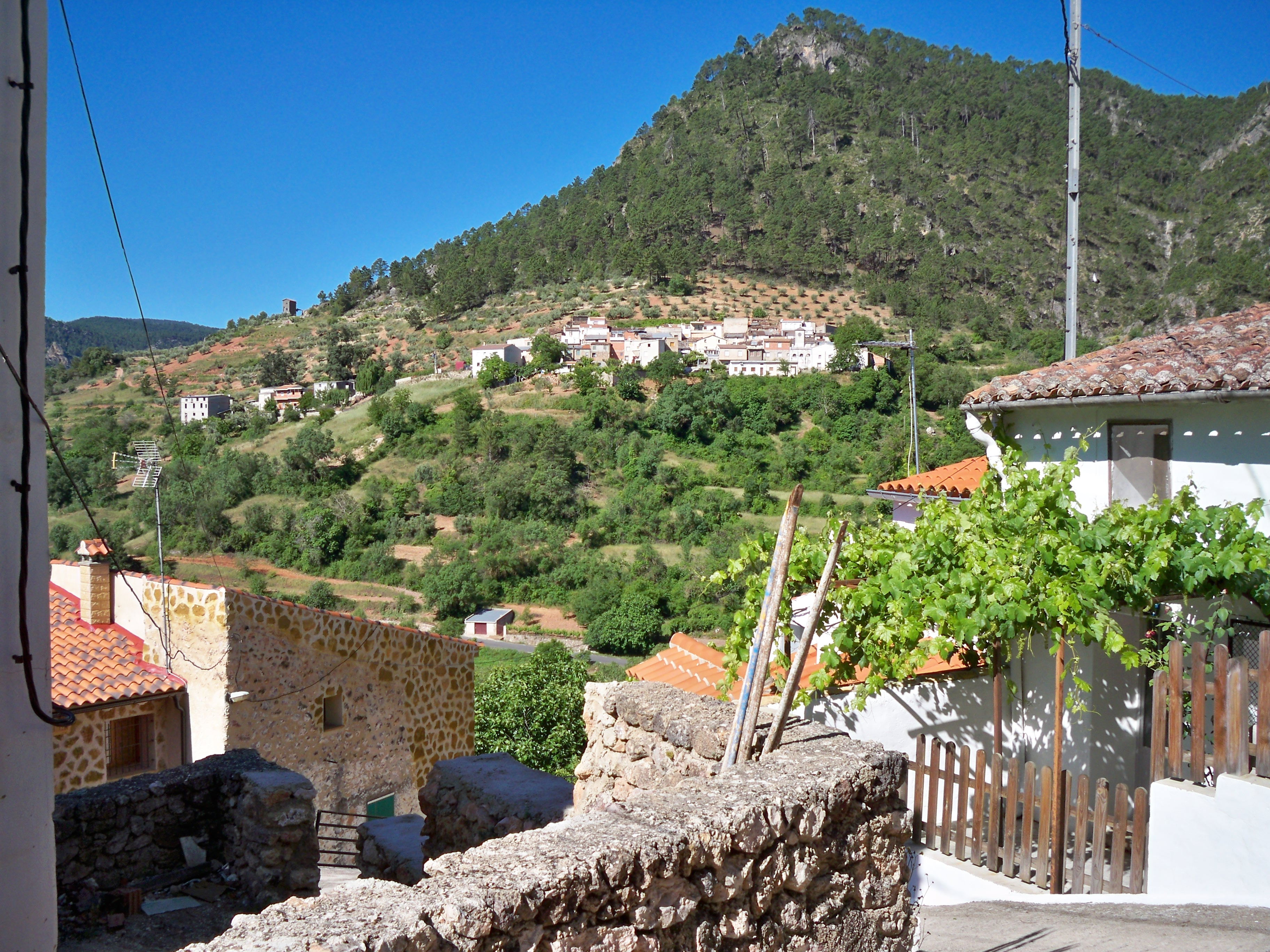
Vistas de La Alfera
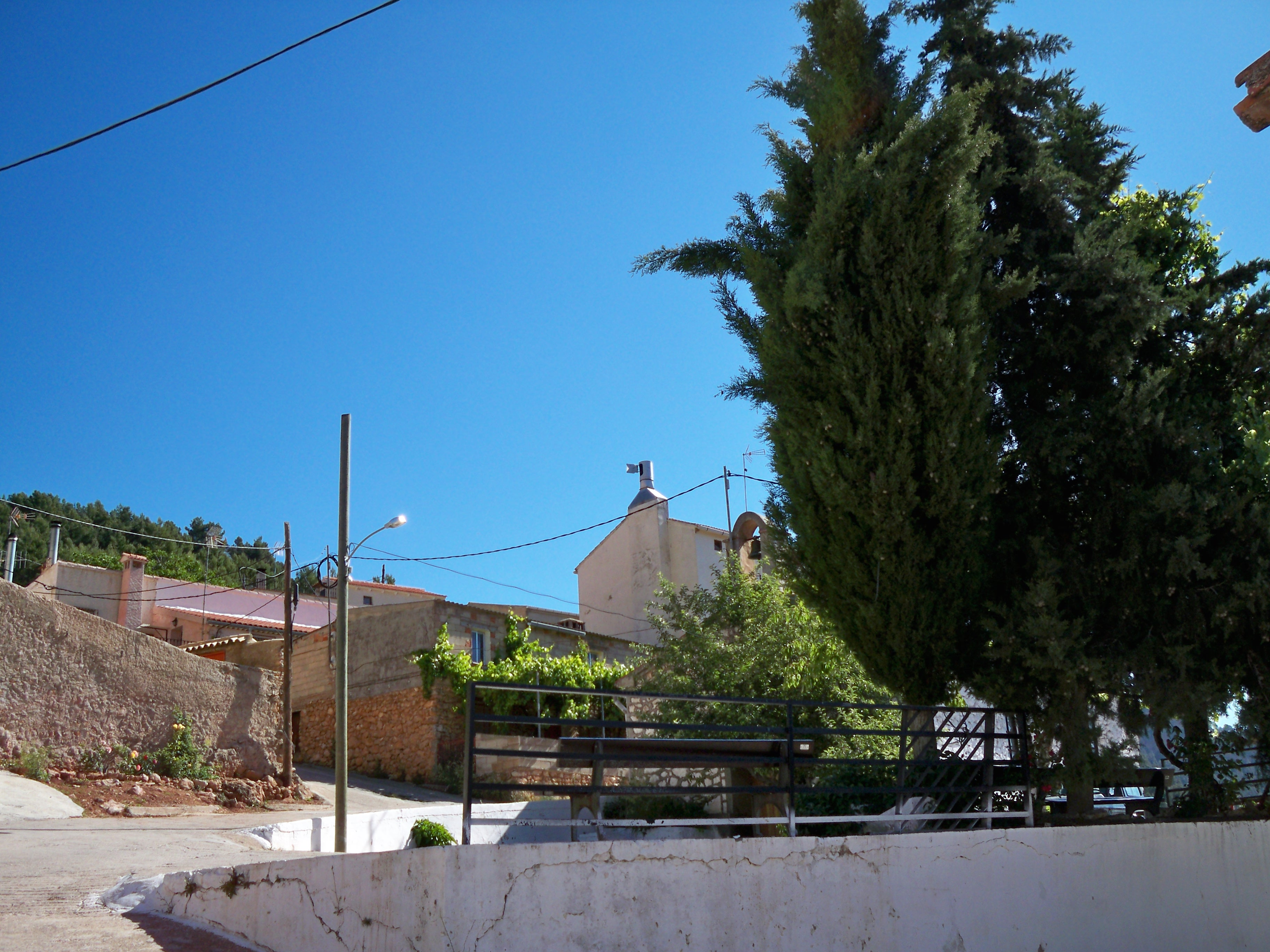
Plaza Mayor de La Alfera